# Talamba ütőegyüttes
A Talamba ütőegyüttes 1999-ben alakult Liszt Ferenc-díjas magyar ütőegyüttes.

## Nevének eredete

#### A TALAMBA egy délszláv eredetű hangszer!
"Cserépdob", melyet az üstdob "timpani" ősének tekintenek. A cseréptestre állatbőrt húztak, és azt ütötték speciális ütőkkel. A hangszert párban használták.

## Az együttes tagjai
- Grünvald László "Lacek"
- V. Nagy Tamás "Kopasz"
- Szitha Miklós "Miki"
- Zombor Levente "Levi"

## Története
Az 1999-ben alakult csapat tagjai diákként találkoztak és barátkoztak össze a Liszt Ferenc Zeneművészeti Főiskolán. Az ütőegyüttes elnevezés esetükben egy olyan baráti társaságot és profi zenészekből álló csapatot jelöl, akiknek életcéljuk a zenei műfajok széles repertoárjának bemutatása és ezen műfajok “megbékítése” egymással. Koncertjeiken így éppúgy találkozhatunk Bach fúgáinak vagy Muszorgszkij “Egy kiállítás képei”-nek crossover átiratával, mint a Magashegyi Underground dalainak újragondolásával, dzsesszel, népdalokkal, az afrikai törzsi ritmusokkal vagy éppen pörgős balkáni dallamokkal. Igazi crossover együttes, akik valódi XXI. századi muzsikával szórakoztatják a közönséget itthon és külföldön egyaránt. Az ország három különböző részéről származó zenész végül Gödöllőn lelt közös otthonra. A kultúra támogatásáról híres város adott nekik próbatermet és új életet 2007-ben, s a Talamba tagjai a mai napig ide térnek haza. Zenei jelenlétük nem merül ki a koncertezésben: a fellépések mellett kultúrmissziót is folytatnak, hiszen a kezdetektől fogva járják az országot, hogy a gyerekeket megismertessék a zenével, a hangszerekkel. Évente közel 20 000, jellemzően hátrányos helyzetű gyermekhez viszik el a zenét, ezáltal elérve azt, hogy azon települések lakói is részesülhessenek a zene, a közös muzsikálás élményében, akiknek esélye sem lenne eljutni egy koncertre.
Zenei táborukból folyamatosan kerülnek ki lelkes koncertre járók és a zenét hivatásukká választó fiatalok. A társadalmi szerepvállalás mellett fontosnak tartják az eljövendő nemzedék oktatását is.

## Díjaik
- Debrecen Város Kultúrájáért díj (2002)
- Belgiumi Nemzetközi Versenyen 3. helyezés (2003)
- Artisjus-díj - kortárs magyar zeneművészeti és irodalmi alkotótevékenység elismerése (2004)
- Nemzetközi Luxemburgi Verseny középdöntősei (2005)
- Gödöllő Kultúrájáért díj (2010)
- Szentpétervári I. Nemzetközi Crossover Kamarazenei Versenyen különdíj (2010)
- Gödöllő Városért Díj (2015)
- Liszt Ferenc-díj[2] (2021)

## Repertoár
- TOUR DE DRUMS
- FRANCIA SZERELEM
- HANGSZERBAMUTATÓ KONCERT (Gyerek program)
- SPIRIT OF LIFE
- ORIENT

## Külső hivatkozások
- Az együttes honlapja